# استیون حسن
استیون حسن(زاده:۱۹۵۴) روانشناس آمریکایی و دارایی تحقیقات و تألیفات در زمینه مقابله با مغز شویی و فعالیت فرقه‌ها و باز توانی اعضای سابق آنان است. او همچنین از اعضای فعال شبکه آگاه‌سازی پیرامون فرقه‌ها است.
یکی از کتب وی با عنوان گسستن بندها توسط ابراهیم خدابنده به فارسی ترجمه توسط انتشارات جام جم در تهران منتشر گردیده است.

## کتابها
- مقابله با مغزشویی.
- گسستن بندها
- Freedom of Mind: Helping Loved Ones Leave Controlling People, Cults, and Beliefs, 2012. ISBN 978-0-9670688-1-7.